# Ibiraçu (kommun)
Ibiraçu är en kommun i Brasilien.   Den ligger i delstaten Espírito Santo, i den sydöstra delen av landet, 900 km sydost om huvudstaden Brasília. Antalet invånare är 11 158.
Följande samhällen finns i Ibiraçu:
- Ibiraçu

Omgivningarna runt Ibiraçu är huvudsakligen savann. Runt Ibiraçu är det ganska tätbefolkat, med 62 invånare per kvadratkilometer.